# الأخوان والذهب (قصة قصيرة)

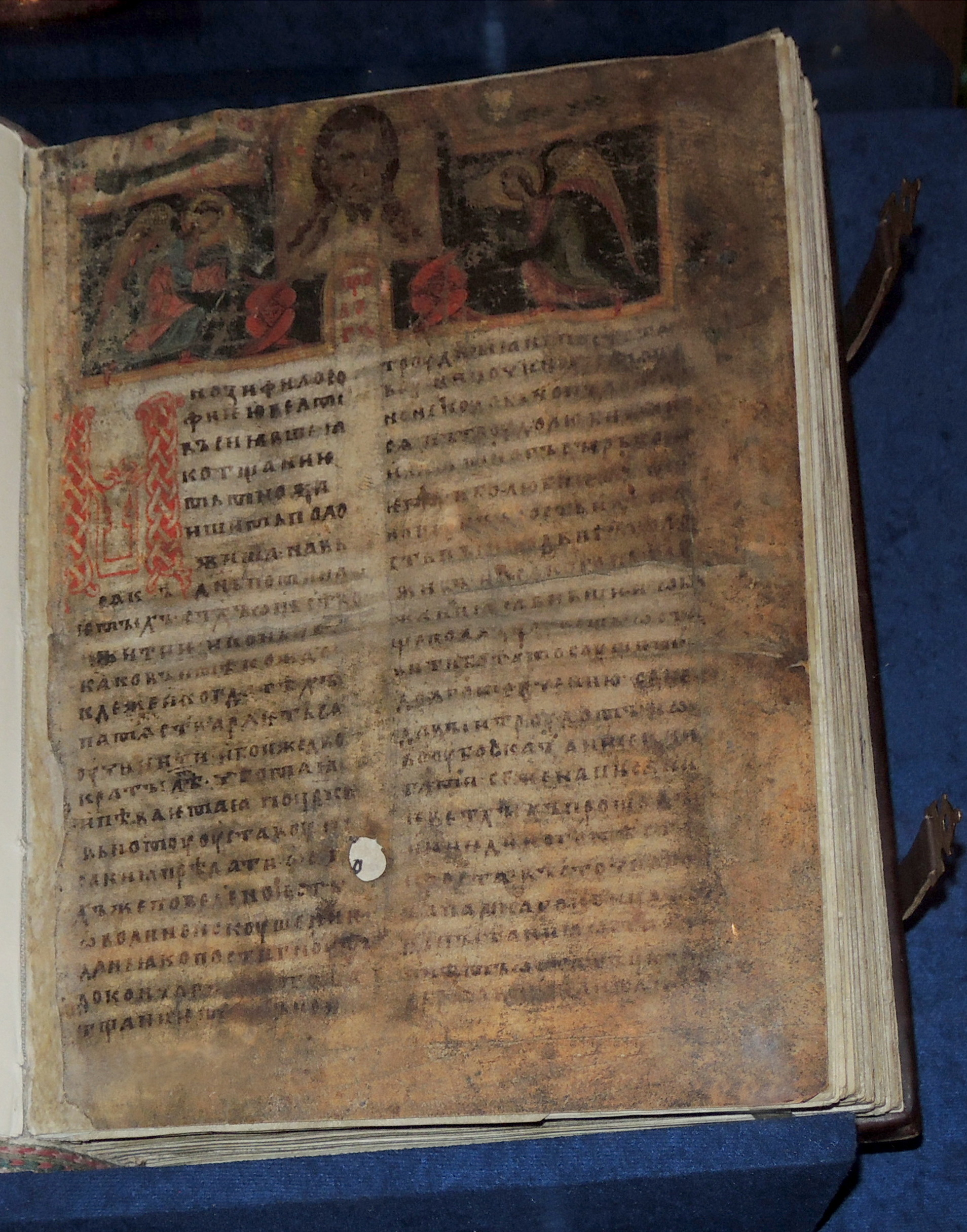
الأخوان والذهب (ليو تولستوي) 1886

الأخوان والذهب (بالروسية: Два брата и золото) اسطورة كتبها ليو تولستوي في أواخر شتاء عام 1885، ونشرها بوسريدنيك في أوائل عام 1886، ضمن مجموعات قصصية عام 1903، وأيضا في عام 2016. أخذ تولستوي القصة من قصة القديس ثيودور (ثيودورس التيروني)، أسقف مدينة الرها السورية (عاصمة الثقافة والتقاليد السورية الشرقية).
يروي تولستوي قصة الأخوين أثناسيوس وجون، اللذين يساعدوا الجميع، وبمجرد أن يعثروا على كومة من الذهب، تظهر مواقف مختلفة منهم، حيث يرفض جون الأصغر أخذ الذهب، في حين أن أثناسيوس الأكبر سنًا يستخدمه لمساعدة أكبر عدد ممكن من الناس.

## مقتطفات من القصة
تبدأ القصة بكلمات تولستوي:
"في قديم الزمان، كان يعيش أخوان، غير بعيد من القدس. كان الأكبر يدعى «أثناس»، والأصغر «جان». كانا يعيشان في الجبل، قرب المدينة، ويأكلان مما يحمله الناس إليهما. وكان الأخوان يقضيان وقتهما في العمل، لا لهما، بل للفقراء. فحيثما وجد أناس أرهقهم الشغل، أو أناس مرضى، أو يتامى، أو أرامل، كانا يأتيان ليعملا، وليعودا دون أن يقبلا شيئا بدل عملهم. كانا يقضيان الأسبوع هكذا، كل في جهته، ولم يكونا يلتقيان إلا السبت مساء، في مسكنهما. وكانا لا يلزمان منزلهما إلا نهار الأحد، الذي يدعوان الله فيه، ويتحدثان. وكان ملاك الرب ينزل عليهما ويباركهما، وفي الاثنين يذهب كل منهما في وجهته. عاشا على هذا المنوال سنوات عديدة وكان الملاك ينزل عليهما في كل أسبوع ليباركهما. وذات إثنين، بينما هما يفترقان ليذهب كل منهما في وجهته لشغله، أحس الأخ الأكبر فجأة بالحزن لفراقه أخاه الحبيب. فوقف وأدار رأسه. كان جان يسير خافض الرأس دون أن ينظر وراءه، وفجأة وقف كأنه أبصر شيئا، وحمى عينيه بيده، وحدق في تلك الجهة. ثم اقترب مما رأى، ووثب جانبا، وهبط التلة وهو يركض".
يتابع تولستوي السرد موضحا أن جان ركض هروبًا من أخذ الذهب الذي لم يتوانى اثناس عن أخذه، وعلى الرغم من مساعدة الكثيرين بهذا الذهب، ولكن تنتهي القصة وتولستوي يكتب عن لقاء الأخ الأكبر مع الملاك بعد أن أفسد الذهب حياته: "شرح له اثناس كيف أطعم عددا كبيرا من الفقراء، والحجاج، وآوى عددا كبيرا من اليتامى. لكن الملاك قال له: الشيطان هو الذي وضع هذا الذهب في طريقك ليغويك، وهو الذي أوحى إليك بهذه الكلمات. استيقظ ضمير اثناس، وأدرك أنه لم يعمل لله، وانهمرت عبراته، وندم. حينئذ أخلى الملاك له الطريق إلى حيث ينتظره أخوه. منذ هذا الوقت لم يدع اثناس سبيلا للشيطان وذهبه إلى اغوائه؛ واعترف أنه بالعمل وحده يمكننا أن نخدم الله والناس لا بالذهب، وعاد الأخوان إلى العيش كما كانا يعيشان من قبل.

## نقد وتعليقات
- كتب موقع «شورت ستوريز ماجيك تريكس» في 13 يونيو 2018: «هذه حقا مثل قراءة الكتاب المقدس. أقول ذلك كمجاملة وانتقاد. انها بسيطة وتعليمية. إنها بالتأكيد ليست ممتعة. ولكن، رائع، هذا جيد. ليس من السهل أن تكون مبسّطا وتعليميا! هذه أشياء عالمية، يتم سردها بسرعة وبشكل لا ينسى. تذهب وتحاول كتابة حكاية حقيقية سريعة. الأمر ليس بهذه السهولة. وهذه خدعة كبيرة من جانب تولستوي».[10]

- كتب موقع «آنسرز تو أول» في 24 أبريل 2021: «يظهر قرار الأخ الأكبر أنه يصنع سعادته على مستوى من النضج لم يحققه شقيقه الأصغر. في النهاية، تثبت القصة أن الأفراد يجب أن يقرروا ما هو مناسب لهم وما الذي يجعلهم سعداء في حياتهم. بالنسبة للأخ الأكبر، ترمز الغابة، والنهر، والدببة، والجبال إلى العقبات التي سيتعين عليه مواجهتها إذا قرر الذهاب إلى الغابة. كلاهما متحمس للذهب ويتوق لاستخدامه لمساعدة الأقل حظا. يهرب جان من الذهب، لكن أثناسيوس يعتقد أنه يستطيع أن يعمل به أعمال صالحة. أظهر الشقيقان حبهما واهتمامهما ببعضهما البعض على الرغم من أن لهما حياتهما الخاصة. في النهاية، رأى كلاهما أن حبهما لبعضهما البعض لا يزال قائما بعد كل تلك السنوات من الانفصال».[11]

- كتب موقع «فرست لو كوميك»: «يمكنك أن ترى ما تعنيه المغامرة، فقد تعني شيئا رائعا وشيئا جديدا. النقطة هي: الأخ الأكبر يشجع الأخ الأصغر على عدم الذهاب لأنه لا يعتقد أن ذلك صحيح. المثل القائل» تحت الحجر لا يتدفق الماء، «يعني أن الماء يتدفق في اتجاهه ولكن إذا سقط الحجر على الماء فإن الماء يغير اتجاهه، لأن الماء لا يمكن أن يتدفق تحت الحجر. وهذا يعني بوضوح أنه تحت الضغط لا أحد يبقى سعيدا. يتم حل القصة عندما يتحدث الأخوان ويتفقون على أنه على الرغم من أن الأخ الأصغر قد فقد مملكته، إلا أنه لا يزال يحتفظ بالذاكرة».[12]

- كتب موقع كيبي: «يبدو أن تولستوي يفضل الأخ الأصغر على الأخ الأكبر. يصف تولستوي الأخ الأصغر بأنه شاب شجاع، مما يجعله الشخص الذي يقبل التحديات للعثور على السعادة الحقيقية. علاوة على ذلك، يمنح تولستوي الأخ الأصغر حظا سعيدا في سعيه، ويسمح له بالحكم في مملكته لأكثر من خمس سنوات. يسمح المؤلف للأخ الأصغر بالعيش بعد خلعه من العرش والاحتفاظ بكل ذكرياته عن كونه ملكا. على العكس من ذلك، لم يتغير الأخ الأكبر في السنوات الخمس التي كان فيها الأخ الأصغر ملكا. لقد شعر أن الاستمرار في البحث عن السعادة أمر غير واقعي ومضيعة للوقت. لقد كان أكثر تحفظا، وهذه ليست نوعية رديئة، لكن الأشخاص المحجوزين لن يخرجوا أبدا ويجربوا شيئا جديدا. في هذه الحالة، فقد الأخ الأكبر بعض الذكريات الرائعة. حتى أنه تم التطرق في المناقشة إلى أنه إذا كان الأخ الأكبر قد رافق أخيه الأصغر وأصبح كلاهما ملوكا، فمن المحتمل أن يكونا قد صدا الملك الخصم وكان بإمكانهما الحكم لفترة أطول. في نهاية القصة، يقدم تولستوي الحجة المحورية من خلال الأخ الأصغر،» قد لا أملك شيئا الآن، لكن سيكون لدي دائما شيء لأتذكره، بينما ليس لديك ذكريات على الإطلاق «من خلال منح الأخ الأصغر شجاعة وخمس سنوات كملك أعطته حكمة إضافية، من الواضح أن تولستوي يفضل الأخ الأصغر على الأخ الأكبر».[13]

## وصلات خارجية
https://www.marxists.org/archive/tolstoy/1885/two-brothers-and-the-gold.html الأخوان والذهب (قصة قصيرة)
http://docplayer.net/188772375-The-two-brothers-by-leo-tolstoy-1886.html الأخوان والذهب (قصة قصيرة)
http://www.revoltlib.com/anarchism/two-brothers-and-the-gold-translated-tolstoy-leo-1885/ الأخوان والذهب (قصة قصيرة)